# 鞘師里保とこれからの時間
『鞘師里保とこれからの時間（さやしりほとこれからのじかん）は、2024年5月15日からAuDeeほかpodcastにて毎週水曜18時に配信されているラジオ番組である。
正式な番組名は『『鞘師里保とこれからの時間』Presented by 明治ブルガリアヨーグルト』。

## 概要
歌手、ダンサー、俳優の鞘師里保がリスナーの「これから」を応援していく番組。
鞘師にとって2020年から2021年にMBSラジオで放送されていた『鞘師里保と○○と』以来の冠ラジオ番組である。
SNSのハッシュタグは「#りほこれ」。
初回は2024年5月12日に『TOKYO FMサンデースペシャル『鞘師里保とこれからの時間』Presented by 明治』と題して、エフエム東京にて放送された。2024年5月15日の配信はこの放送のアーカイブである。
明治ブルガリアヨーグルトは自社が題材となった小説の『令和ブルガリアヨーグルト』をドラマ化した際に、鞘師が主役を演じた縁でスポンサードしている。
2024年11月22日には番組スピンオフ「鞘師里保とこれからの時間～お仕事編～」（仮）が配信された。

## コーナー
鞘師里保への質問やメッセージ
ちょいたしベストクッキング
美味しくなるちょい足し情報を募集している。
これソウ
鞘師と考えてみたいテーマなどを募集している。
これ良くない?
役に立つ雑学を募集している。
究極のスタンダード
生活の溢れている様々なものごとの標準を決めていく。

## ゲスト
2024年
- 第1回（5月15日） - マツコ・デラックス[5]
- 第3回（5月29日）、第4回（6月5日） - 長谷川あかり（料理家・管理栄養士・元子役タレント）[6]
- 第5回（6月12日）、第6回（6月19日） - 石田亜佑美[7]
- 第8回（7月3日）、第9回（7月10日） - NOPPO[8]
- 第10回（7月17日）、第11回（7月24日） - 加藤拓也[9]
- 第13回（8月7日）、第14回（8月14日） - 川邊健太郎[10]
- 第16回（8月28日）、第17回（9月4日） - 丸山礼[11]
- 第18回（9月11日）、第19回（9月18日） - 甲田まひる[12]
- 第20回（9月25日）、第21回（10月2日） - 番組スポンサーである株式会社明治の社員
- 第22回（10月9日）、第23回（10月16日） - 白石和彌[13]
- 第24回（10月23日）、第25回（10月30日） - 中野瑞樹[14]
- 第26回（11月6日）、第27回（11月13日） - 山口まゆ[15]
- 第28回（11月20日）、第29回（11月27日） - ASUPI（ダンサー・振付師）[16]
- 第32回（12月18日）、第33回（12月25日） - ASOBOiSM[17]

2025年
- 第35回（1月8日）、第36回（1月15日） - 新城毅彦[18]
- 第37回（1月22日）、第38回（1月29日） - 井上咲楽[19]
- 第39回（2月5日）、第40回（2月12日） - Rei[20]
- 第41回（2月19日）、第42回（2月26日） - 岡﨑弘子[21]
- 第43回（3月5日）、第44回（3月12日） - 三宅香帆[22]